# Evangelisch-reformierte Kirche Wöbbel

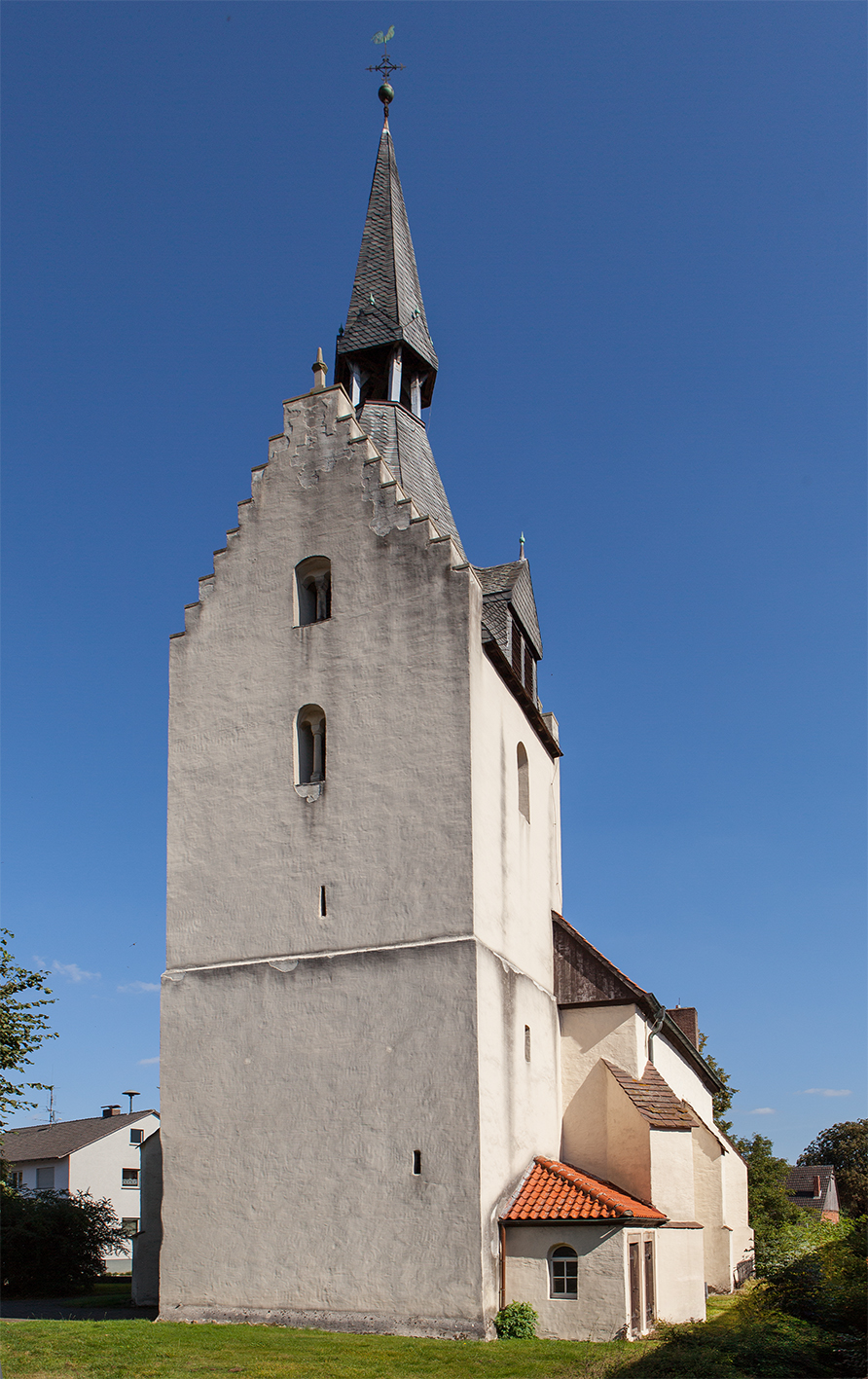
Evangelisch-reformierte Kirche Wöbbel

Die Evangelisch-reformierte Kirche Wöbbel ist ein denkmalgeschütztes Gebäude in Wöbbel, einem Ortsteil der Stadt Schieder-Schwalenberg im Kreis Lippe (Nordrhein-Westfalen).

## Geschichte und Architektur
Ursprünglich war die Kirche dem Hl. Johannes der Täufer geweiht. Die erste urkundliche Erwähnung stammt aus dem Jahr 1231 als Kirche zu Wicbilethe. Der Westturm wird auf die Zeit um 1200 datiert, sein Treppengiebel stammt aus dem 16. Jahrhundert. Zwar gab es vorher schon ein Uhrwerk im Turm, Ziffernblatt und Zeiger wurden aber erst 1669 angebracht.
Der zweijochige, gewölbte Saalbau mit eingezogenem Rechteckchor wurde von 1696 bis 1700 unter der Leitung von Hans Sachse errichtet. An der Südseite ist ein Portal von 1613 eingebaut.

### Orgel

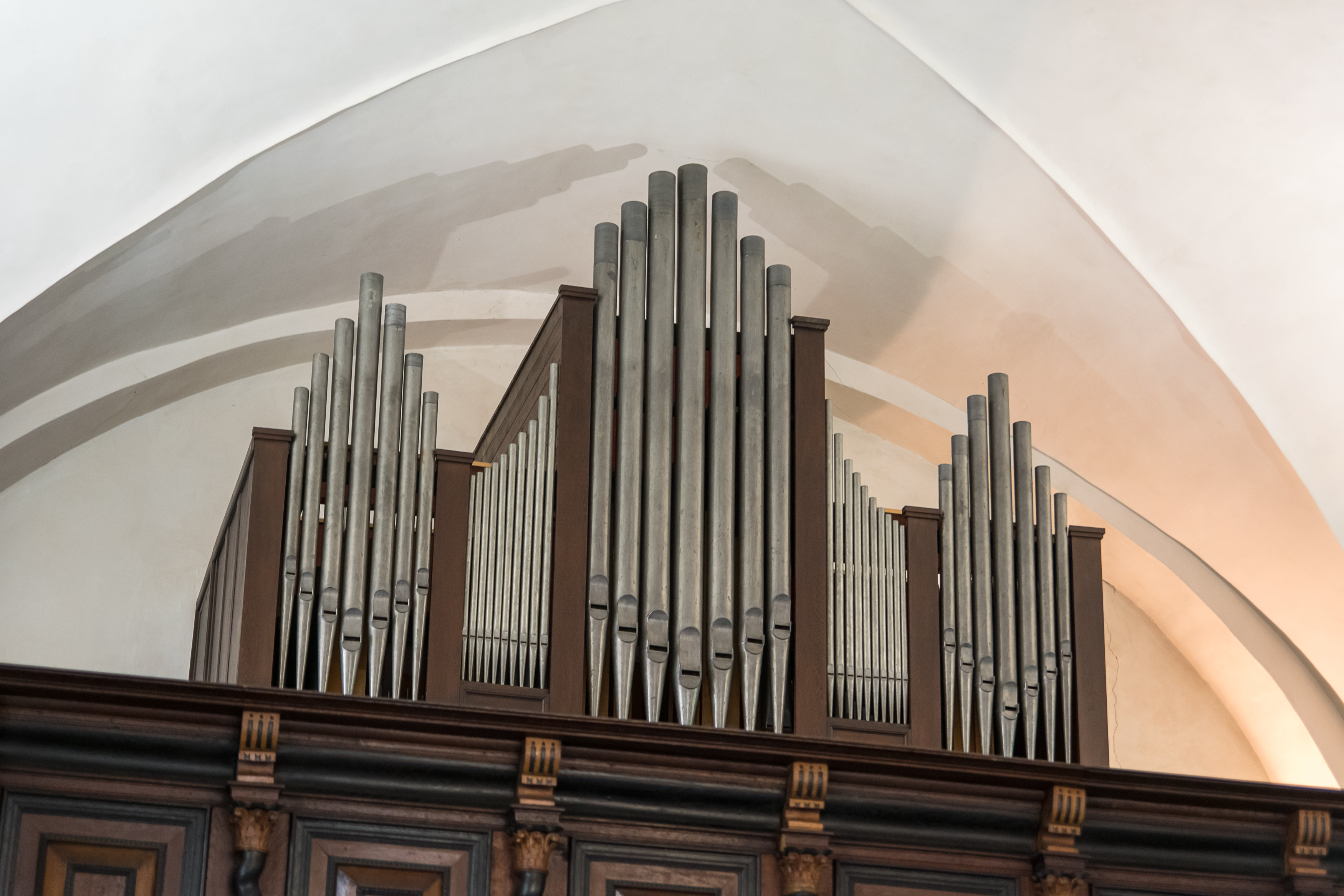
Orgel (2015)

Ende des 17. Jahrhunderts gab es schon in der Vorgängerkirche eine Orgel, die den Kirchenneubau überlebte und rund 200 Jahre ihren Dienst tat. Die Basis für das heutige Instrument stammt aus dem Jahr 1870, als Hermann Ackermeier die Orgel hinter einem neugotischen Prospekt schuf. Das Instrument wurde im Jahr 1900 durch Ernst Klassmeier umgebaut. Im Jahr 1957 setzte Bernd Stegerhoff die Orgel auf die Westempore um und schuf ein neues Gehäuse. Die Orgel verfügt über zwölf Register, die sich auf zwei Manuale und Pedal verteilen.
Disposition:
| I. Manual |            |    |
| 1.        | Prinzipal  | 8′ |
| 2.        | Gedackt    | 8′ |
| 3.        | Oktave     | 4′ |
| 4.        | Querflöte  | 4′ |
| 5.        | Oktave     | 2′ |
| 6.        | Waldflöte  | 2′ |
| 7.        | Mixtur IVf |    |

| II. Manual |           |    |
| 8.         | Gedackt   | 8′ |
| 9.         | Prinzipal | 4′ |
| 10.        | Holzflöte | 4′ |

| Pedal |         |     |
| 11.   | Subbass | 16′ |
| 12.   | Bordun  | 8′  |